# Whisper Not (Keith Jarrett)
Whisper Not è un album dal vivo di  Keith Jarrett, Gary Peacock e Jack DeJohnette. Il disco è stato pubblicato nel 2000. 

## Tracce
1. Bouncing with Bud (Bud Powell) - 7:33
2. Whisper Not (Benny Golson) - 8:06
3. Groovin' High (Dizzy Gillespie) - 8:31
4. Chelsea Bridge (Billy Strayhorn) - 9:47
5. Wrap Your Troubles in Dreams (and Dream Your Troubles Away) (Harry Barris, Ted Koehler, Billy Moll) - 5:48
6. 'Round Midnight (Thelonious Monk) - 6:45
7. Sandu (Clifford Brown) - 7:26
8. What Is This Thing Called Love? (Cole Porter) - 12:24
9. Conception (George Shearing) - 8:08
10. Prelude to a Kiss (Duke Ellington, Irving Gordon, Irving Mills) - 8:16
11. Hallucinations (Powell) - 6:36
12. All My Tomorrows (Sammy Cahn, Jimmy Van Heusen) - 6:23
13. Poinciana (Nat Simon, Buddy Bernier) - 9:11
14. When I Fall in Love (Edward Heyman, Victor Young) - 8:06

## Formazione
- Keith Jarrett – piano
- Gary Peacock - contrabbasso
- Jack DeJohnette - batteria